# Dos anys de vacances
Dos anys de vacances és una novel·la de Jules Verne publicada originàriament el 1888 amb el títol Deux ans de vacances. Com altres llibres de Verne, es va publicar primer en fascicles en una revista. Verne, en el pròleg, diu que volia mostrar la intel·ligència i valor que poden tenir els nens creant un entorn similar al de Robinson Crusoe.

## Argument
L'argument es resumeix així: catorze nens de vuit a quinze anys estudien en un col·legi d'Auckland, a Nova Zelanda. El col·legi ha contractat un vaixell (un schooner) perquè facin un creuer de sis setmanes pel Pacífic. La nit abans de salpar, quan els nens ja són a bord i sense que encara hagi pujat la tripulació (només hi ha un grumet negre, de 12 anys), el vaixell deixa anar les amarres i s'endinsa a l'oceà. Una tempesta fa que el vaixell naufragui i vagi a embarrancar en una illa deserta a prop de la Patagònia xilena. A partir d'aquí, s'explica com els nens són capaços de sobreviure i d'organitzar-se durant dos anys. Finalment, embarranca prop de l'illa un vaixell que havia estat pres per amotinats que el volien destinar al tràfic d'esclaus. Amb ajuda de dos membres de la tripulació que no estaven entre els amotinats, els nens aconsegueixen de derrotar els amotinats i prendre el vaixell per sortir de l'illa i tornar a Nova Zelanda.
Tots els nens són britànics, menys dos germans francesos i un d'americà (el més gran; de 14 anys, al començament de la novel·la). Els acompanya un gos.